# Mieczysław Szczuka
Mieczysław Szczuka (né le 19 octobre 1898 à Varsovie en Pologne et mort le 13 août 1927  dans les Tatras) est un artiste polonais, graphiste et photographe, auteur de photomontages.

## Biographie
Mieczysław Szczuka étudie à l'académie des Beaux-Arts de Varsovie. Après en être sorti diplômé, il réalise une exposition, avec deux autres condisciples, Henryk Stazewski et Edmund Miller, qui est considérée comme l'une des premières manifestations du constructivisme en Pologne. Mieczysław Szczuka est l'un des fondateurs en 1924 du groupe d'avant-garde Blok (pl). Il réalise cette même année le premier photomontage polonais, en illustration de la couverture d'un recueil de poèmes.

## Liste des œuvres

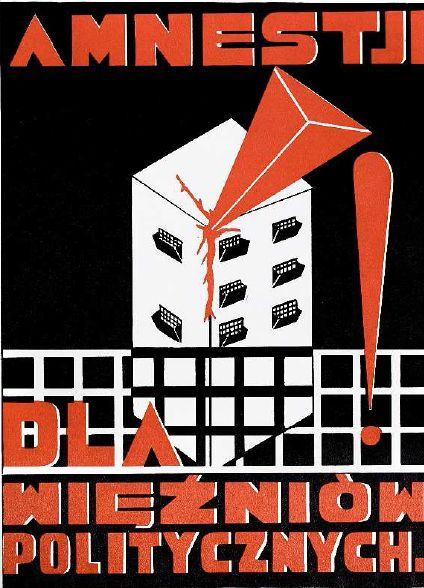
Amnistie pour les prisonniers politiques, 1926.

- Autoportret, vers 1920
- Ryzunek abstrakccyjny, 1925
- Smoke over a City[3], vers 1926